# Кривоносівка (Шосткинський район)
Кривоно́сівка — село в Україні, у Зноб-Новгородській селищній громаді Шосткинського району Сумської області. Населення становить 346 осіб. До 2020 орган місцевого самоврядування — Кривоносівська сільська рада.

## Назва
На думку деяких дослідників Кривоносівка була названа на честь одного з героїв визвольної війни українського народу 1648—1654 рр., найближчого соратника Богдана Хмельницького — Максима Кривоноса. Однак ця думка помилкова, оскільки село було засноване польськими магнатами Пясочинськими ще до того, як почалася національно-визвольна війна 1648—1654 рр.

## Географія
Село Кривоносівка знаходиться на лівому березі річки Бичиха, вище за течією на відстані 2,5 км розташоване село Глазове, нижче за течією на відстані 5 км розташоване село Боровичі, на протилежному березі — села Таборище і Хильчичі.

## Символіка
На гербі зображений золотий сокіл із золотим німбом та червоним кривим дзьобом. Кривий дзьоб (ніс) вказує на назву населеного пункту (герб є промовистим). Німб символізує церковне життя села і присутній на гербі щоб підсвітити червоний кривий дзьоб. Козацький хрест символізує козацьку історію села. Зелений колір - історично село було пов'язане з Новогород-Сіверським і межує з Чернігівською областю.

## Історія
Згідно зі свідченнями місцевих жителів, які вони давали в ході Генерального слідства про маєтності Стародубського полку 1729 р., їх село «за польської держави було засновано слободою поляком Пясочинським». Однак, яким з них (Олександром Пясочинським, який з 22 жовтня 1633 очолював Новгород-Сіверське староство, або його сином Яном, який 25 лютого 1641 р. змінив його на зазначеній посаді) місцеві старожили не говорили.
Український історик Петро Михайлович Кулаковський дотримується аналогічної точки зору і вважає, що Кривоносівка була поселена Пясочинським в середині 40-х років XVII століття, після придбання в 1644 році Олександром Пясочинського села Хильчичі з прилеглими до нього землями.
З дня заснування Кривоносівка перебувала у володінні її засновників, а після звільнення України від поляків перейшла під владу гетьманську і військову.
8 березня 1715 р. вона була надана гетьманом Скоропадським бунчуковому товаришу Данилу Герасимовичу Кутневському (? — 9.04.1732), «за вірність і старанність у військовій службі», а 7 червня 1718 закріплена за ним, його дружиною і дітьми грамотою Петра I в «спокійне і неодмінне володіння».
Данило Кутневський був сином багатого міщанина Герасима Тимофійовича, який проживав в хуторі Кремля поблизу Ямполя. Після одруження на Марії Савичні Савич, дочки генерального судді Сави Прокоповича, він в 1699 році записався в козаки і через тринадцять років дослужився до посади новгород-сіверського сотника (15.01.1712 — 1715).
По ревізії 1723 р. Д. Г. Кутневський володів в Кривоносівці 59 дворами і 20 хатами, Григорій Лук'янович Жоравко — 6 хатами, а козаки — 17 дворами. Серед козаків того часу (за даними на 1732) відомі: Федір Мітченко, Парфен Куличенко, Федір Гузенко, Тит Пулишкін, Моісей Сінченко, Іван Лахоненко, Григорій Буйченок, Іван Мартинов, Михайло Гузєєв і Семен Пулишкін.
Після смерті Данила Кутневського, що настала 9 квітня 1732 р., його володіння в Кривоносівці залишилися у володінні його дружини М. С. Савич (? — Після 1742), а від неї в рівних частинах перейшли до її дітей — бунчукового товариша Василя Даниловича (? — після 1785) та Івана Даниловича Кутневського (? — до 1768), а після смерті І. Д. Кутневського — до його дружини Параскевії Кутневської.
Що стосується володінь Григорія Лук'яновича Жоравко (? — 23.04.1724), то після його смерті вони відійшли до його дружини Анни Павлівні Жоравко (? — 13.04.1731), а від неї — до її єдиної дочки Марії Григорівни Жоравко (? — До 1748). 23 січня 1732 р. Марія Григорівна вийшла заміж за Могилянського сотника Максима Михайловича Турківського та передала йому в придане все своє нерухоме майно, яке 29 квітня 1732 було закріплено за ним універсалом гетьмана Апостола. Однак після смерті Марії Григорівни воно було повернуто її родичам і передано у володіння її двоюрідного брата Івана Тимофійовича Жоравко (? — Після 1792).
На момент проведення Румянцевской опису Малоросії 1765—1768 рр. в Кривоносівці значився 21 двір і 16 бездвороаих хат (не рахуючи володіння козаків), з яких бунчукового товаришу Василю Даниловичу Кутневському належав 21 двір і 7 бездворових хат, Параскевії Кутневській — 16 дворів і 4 бездворових хат, генеральному осавулу Івану Тимофійовичу Жоравко — 2 двори і військовому канцеляристу Йосипу Сафоновичу Юркевичу, одруженому з однією з дочок бунчукового товариша В. Д. Кутневського — 6 бездворових хат, а на момент опису Новгород-Сіверського намісництва 1779—1781 рр. — 68 дворів і 89 хат, з яких Василю Даниловичу Кутневському належало 25 дворів і 32 хати, Михайлу Івановичу та Петру Івановичу Кутневському (дітям померлої Параскевії Кутневської) — 27 дворів і 34 хати, виборним козакам — 3 двори і 7 хат, підпомічникам — 5 дворів і 6 хат, статському раднику Івану Тимофійовичу Жоравко — 2 двори і 2 хати і Юркевичам — 6 дворів і 8 хат.
Після смерті В. Д. Кутневського його володіння в Кривоносівці дісталися його синові Андрію Васильовичу Кутневському (1755 — до 1793), а від нього перейшли до його дружини і двом донькам, а володіння М. І. Кутневського були успадковані його дочкою Катериною Михайлівною Кутневською (бл. 1774 — до 1838), від якої перейшли до її єдиного брата, колезького секретаря Івана Михайловича Кутневського (1781 — після 1838), який проживав в селі Боровичі Новгород-Сіверського повіту. Кому дісталися володіння інших власників невідомо.
Напередодні скасування кріпосного права, в 1859 році, в Кривоносівці значилося 36 дворів, у яких проживало 197 чоловіків і 226 жінок. Більшість з них були кріпаками і належали Є. І. Кутневській, А. І. Юницькій, І. А. Юркевичу, П. Л. Чернявській, Е. А. Дьоміну, А. А. Жуковій, Є. Сукиній, М. Смирновській і іншим власникам.
У цей час в селі працювали 2 вітряні і 1 водяний млин, 1 заїжджий двір, 1 цегельний завод і 1 торгово-промислове підприємство з продажу прядива і конопель Я. Л. Пирогова. Деякі з них належали місцевим землевласникам: поміщиці Олександрі Іванівні Юницький, поручику Григорію Даниловичу Чернавському, колезькому реєстратору Костянтину Петровичу Чернавському, титулярному раднику Івану Андрійовичу Юркевичу, купцю Янкелю Лазаревичу Пирогову та ін. Напередодні першої російської революції кривоносівські селяни жили бідно. Багато хто з них були незадоволені існуючими порядками і умовами життя і в 1905 році відкрито виступали проти своїх поміщиків під керівництвом місцевого бідняка Максима Мушкетика. Селянські заворушення тривали 15 днів, поки в Кривоносівку не прибула козача сотня і не заарештувала 12 найбільш активних учасників заворушень.
Здавна, до проведення Румянцевской опису Малоросії 1765—1768 рр., в Кривоносівці вже діяла дерев'яна православна церква, у якій в 1779—1781 рр. служив один священик і один паламар. До початку 80-х років XVIII століття вона занепала і в 1783 році бунчуковий товариш Михайло Іванович Кутневській звів у селі нову дерев'яну Михайлівську церкву, яка в 1836 році була частково перебудована.
У 1896 році в Кривоносівці була відкрита однокласна церковно-приходська школа, у якій 1 січня 1899 навчалося 37 хлопчиків і 4 дівчинки. Законовчителем у школі працював священик Федір Самсонович Андрієвський, а вчителем — дочка місцевого дворянина Антоніна Олександрівна Юркевич. Відсоток грамотності серед кривоносівського жителів був невисоким і на початку 1897 становив 10,5 %.
12 червня 2020 року, відповідно до розпорядження Кабінету Міністрів України № 723-р «Про визначення адміністративних центрів та затвердження територій територіальних громад Сумської області», село увійшло до складу Зноб-Новгородської селищної громади.
19 липня 2020 року, в результаті адміністративно-територіальної реформи та ліквідації Середино-Будського району, село увійшло до складу новоутвореного Шосткинського району.

## Населення
Згідно з переписом УРСР 1989 року чисельність наявного населення села становила 421 особа, з яких 181 чоловік та 240 жінок.
За переписом населення України 2001 року в селі мешкали 333 особи.

### Мова
Розподіл населення за рідною мовою за даними перепису 2001 року:
| Мова       | Відсоток |
| ---------- | -------- |
| українська | 76,59 %  |
| російська  | 23,41 %  |

## Економіка
- Молочно-товарна ферма.
- КСП «Зване».
- «Вікторія», агрофірма, ТОВ.

## Персоналії
- Пантюхов Іван Іванович — лікар, антрополог і публіцист. Праці Пантюхова присвячені питанням антропології, історії медицини та санітарної статистики.